# Дематериализация искусства
Дематериализация искусства – феномен, которым в искусствоведении, философии искусства и эстетике принято обозначать утрату значимости в арт-объекте материальной формы.
Проблема «дематериализации» искусства впервые была обозначена в работах американского куратора, арт-критика Люси Липпард («Шесть лет: дематериализация арт-объекта с 1966 по 1972») и совместной статье Дж.Чэндлера и Липпард «Дематериализация искусства» (1968), где возникновение феномена «дематериализации» и беспредметности связывается с развитием концептуального искусства. А.С. Шувалова также отмечает, что Л.Липпард приходит к идее «дематериализации» через арт-критику минимализма.
Эра концептуализма, расширив границы классического понимания природы материального, становится эпохой экспериментов с формой арт-объектов. Результатом таких поисков оказывается отход от необходимости воплощения идеи посредством какого-либо материально-визуального объекта; важную роль в искусстве концептуализма начинают играть перформансы («Дематериализация арт-объекта концептуального искусства в свидетельствах Люси Липпард»).
«Дематериализация», таким образом, выдвигает на первый план не сам вещественный объект (предмет), посредством которого отображается идея, но саму идею и отношение к миру и вещи в этом мире через искусство. Это не всегда означает полное отсутствие формы в арт-объекте, его беспредметность, но свидетельствует, скорее, о превалирующей роли идеи художника над тем, как она выражается.
Концепцию «дематериализации» использует Б.Е. Гройс в известной статье «Московский романтический концептуализм» (1979), ставшей классической для понимания феномена московского концептуализма. Гройс применяет понятие «дематериализации» к советской концептуальной литературе (прежде всего, поэзии) 70-х, определяя ее, в противовес западному концептуализму, стремящегося к позитивному, «голому» отображению процессов в арт-практике (искусство как совокупность множества видимых приемов и техник), особый «романтический» подтекст, связанный с невозможностью чистого позитивизма в отечественном искусстве и особому отношению к мистицизму и лиризму творческой деятельности.
К идее «дематериализации» Липпард и Чэндлера через статью Гройса обращался философ, теоретик искусства М.Б. Ямпольский в работе «Пригов: очерки художественного номинализма». Чтобы определить значение одного из главных московских поэтов-концептуалистов, Ямпольский, напротив, утверждает несостоятельность концептуалистического подхода, в основе которого лежит принцип «дематериализации» арт-объекта, убеждая в необходимости номинализма как метода в искусствоведении и эстетике.